# Ypsolopha colleaguella
Ypsolopha colleaguella là một loài bướm đêm thuộc họ Ypsolophidae. Nó được tìm thấy ở thung lũng sông Volga ở phía nam Nga và Kazakhstan (khu vực hạ lưu sông Irtysz gần biên giới với Trung Quốc).

## Etymology
The name of this species là một dedicated to the friends of the author that helped in his work on
Ypsolophidae.